# دریاراه

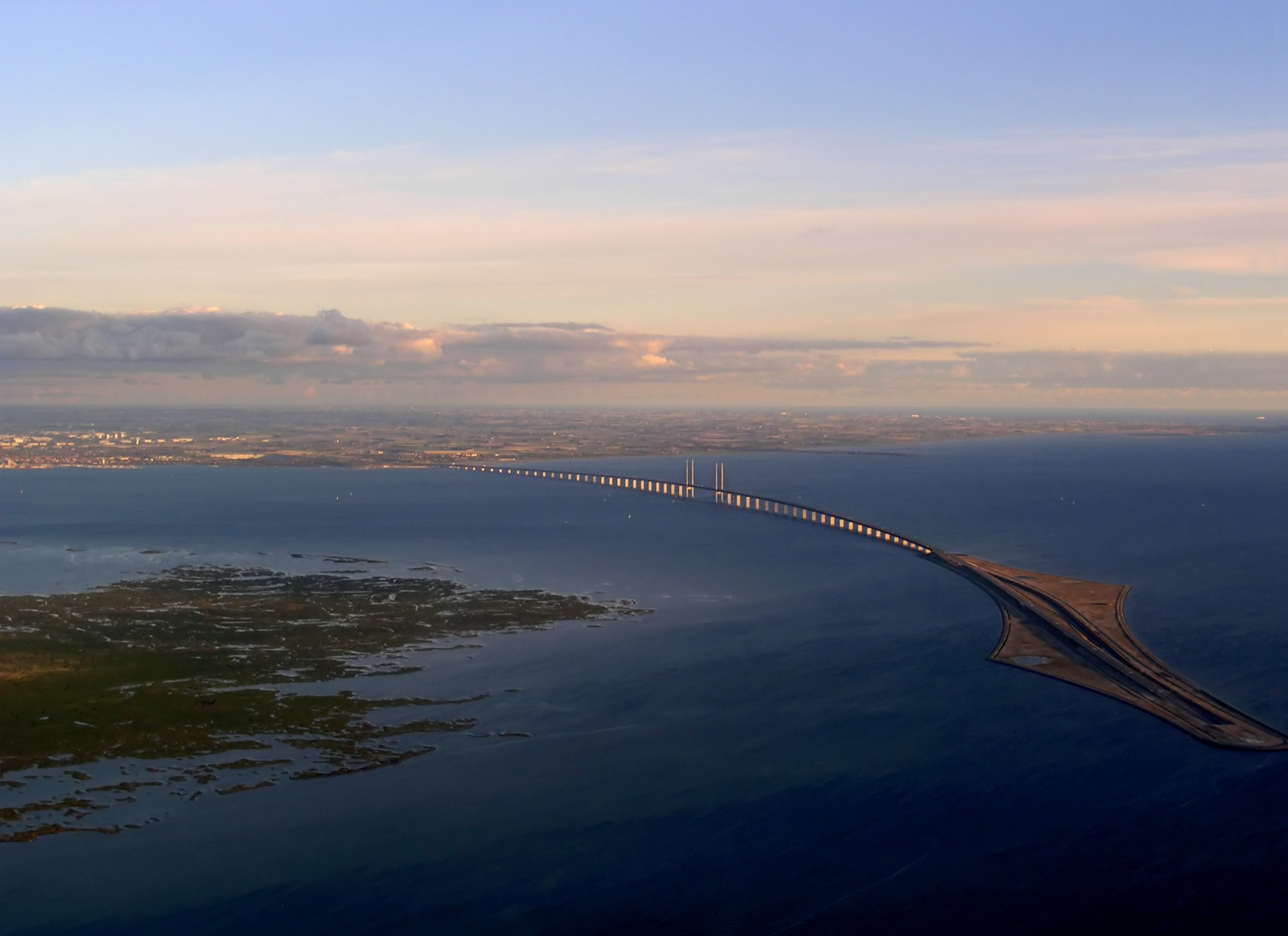
پل اورسوند بر روی تنگهٔ اورسوند که سوئد و دانمارک را به یکدیگر متصل می‌سازد.

در جغرافیا دریاراه (به انگلیسی: sound or seaway) (تنگه) دریا یا اقیانوس بزرگی است که از خلیج بزرگ‌تر و از رود خانه ژرف تر و از آب دره پهن‌تر است. همچنین دریاراه ممکن است به‌عنوان کانال آبی میان دو خشکی (مشابه با تنگه) تشریح شود. واژه دریاراه در انگلیسی با نام (به انگلیسی: sound) شناخته می‌شود که در اصل نامی جهانی و برگرفته شده از نام تنگهٔ اورسوند (به دانمارکی: Øresund؛ تلفظ [ˈø:ɐsɔnˀ]، به سوئدی: Öresund؛ تلفظ [œrəˈsɵnd]) که در انگلیسی آن را The Sound نیز می‌نامند است. تنگهٔ اورسون تنگه‌ای باریک در میان جزیرهٔ سیلند در شرق دانمارک و اسکونه در جنوب سوئد است که تنگه کاتگات در شمال غربی اوروسوند را به دریای بالتیک در جنوب متصل می‌سازد.

## برخی دریاراه‌ها که با نام ساوند (به انگلیسی: sound) شناخته می‌شوند

### استرالیا
- Broad Sound near Clairview, کوئینزلند
- Camden Sound at Kuri Bay, استرالیای غربی
- Cockburn Sound, استرالیای غربی
- Denham Sound, part of خلیج کوسه in استرالیای غربی
- King George Sound at Albany, استرالیای غربی
- King Sound at Derby, استرالیای غربی
- Montague Sound, near Bigge Island, استرالیای غربی
- Noosa Sound, Noosa, کوئینزلند
- York Sound, استرالیای غربی

### باهاماس
- Exuma Sound, bordered by الوترا, Cat Island and جرج تاون، باهاما, among others
- Millars Sound, نیو پراویدنس[۱]
- North Sound, بیمینی، باهاما
- Rock Sound, الوترا

### برمودا
- Great Sound, towards the island's northwest end
- Harrington Sound, towards the northeast end
- Little Sound, part of Great Sound

### جزایر ویرجین بریتانیا
- North Sound, ویرجین گوردا
- South Sound, ویرجین گوردا

### کانادا
- Barkley Sound on the west coast of جزیره ونکوور, بریتیش کلمبیا
- Baynes Sound between Denman Island and جزیره ونکوور, بریتیش کلمبیا
- Chatham Sound, off the North Coast of بریتیش کلمبیا
- Clayoquot Sound in جزیره ونکوور, بریتیش کلمبیا
- Cumberland Sound in جزیره بافین's east coast
- Desolation Sound between the Discovery Islands and the coast of بریتیش کلمبیا
- Eclipse Sound  between جزیره بافین and جزیره بایلت in نوناووت
- Eureka Sound between جزیره الزمیر and جزیره اکسل هایبرگ in نوناووت
- Fitz Hugh Sound on the Central Coast of British Columbia
- Hamilton Sound between Fogo Island and the Island of Newfoundland
- Howe Sound, an inlet northwest of ونکوور, بریتیش کلمبیا
- Jones Sound between جزیره دوون and جزیره الزمیر in نوناووت
- Kyuquot Sound on the west coast of جزیره ونکوور, بریتیش کلمبیا
- Lancaster Sound between جزیره دوون and جزیره بافین in نوناووت
- Massey Sound between جزیره آموند رینگنس and جزیره اکسل هایبرگ in نوناووت
- Nansen Sound between جزیره الزمیر and جزیره اکسل هایبرگ in نوناووت
- Newman Sound in Terra Nova National Park, نیوفاندلند و لابرادور
- Nootka Sound on the west coast of جزیره ونکوور, بریتیش کلمبیا
- Northumberland Sound between Maclean Strait and Norwegian Bay, نوناووت
- اوون ساوند in انتاریو
- Parry Sound in انتاریو
- Peel Sound between Prince of Wales Island and Somerset Island in نوناووت
- Quatsino Sound on northern جزیره ونکوور
- Queen Charlotte Sound off بریتیش کلمبیا
- Random Sound near Clarenville in نیوفاندلند و لابرادور
- Roes Welcome Sound between جزیره ساوت‌همپتن and خلیج هادسون's west shore in نوناووت
- Severn Sound in انتاریو
- Viscount Melville Sound between جزیره بنکس and Melville Island in نوناووت

### جزایر کایمن
- Frank Sound on گرند کیمن
- Little Sound on گرند کیمن
- North Sound on گرند کیمن
- South Hole Sound on Little Cayman
- South Sound on گرند کیمن

### شیلی
- Almirantazgo Sound
- Darwin Sound
- Otway Sound
- Reloncaví Sound
- Skyring Sound
- Última Esperanza Sound

### جزایر فالکلند
- Adventure Sound in East Falkland
- Berkeley Sound in East Falkland
- Byron Sound in West Falkland
- Choiseul Sound in East Falkland
- Falkland Sound between East Falkland and West Falkland

### فرانسه
- The Sound of Chausey.

### مکزیک
- Campeche Sound in کامپچه

### زلاند نو
- Doubtful Sound
- Dusky Sound
- Marlborough Sounds in جزیره جنوبی
- تنگه میلفورد south of جزیره جنوبی
- Queen Charlotte Sound, New Zealand in جزیره جنوبی

### فیلیپین
- Dinagat Sound, separates the islands of Dinagat and Siargao

### اسکاندیناوی
- The Sound, another name for تنگه اورسوند, a body of water between سوئد and دانمارک
- On the coasts of (western) دریای بالتیک and نروژ there are more than a hundred straits named "Sund" (the Scandinavian and German version of "sound"), mostly in connection with the name of the island they devide from the continent or a mainland.

### جزایر سولومون
- New Georgia Sound

### انگلستان
- Calf Sound between جزیره من and the Calf of Man
- Heigham Sound, connected by Candle Dyke to the River Thurne, نورفک[۲]
- Plymouth Sound in پلیموث (انگلستان), دوون
- Sounds of Scotland

### آمریکا
- Albemarle Sound in کارولینای شمالی
- Back Sound in کارولینای شمالی
- Block Island Sound between بلاک آیلند and mainland رود آیلند
- Bogue Sound in کارولینای شمالی
- Breton Sound in لوئیزیانا
- Broad Sound near بوستون، ماساچوست
- Core Sound in کارولینای شمالی
- Croatan Sound in کارولینای شمالی
- Cross Sound in آلاسکا
- Currituck Sound in کارولینای شمالی
- Frederick Sound in آلاسکا
- Kotzebue Sound in آلاسکا
- لانگ آیلند سوند between لانگ آیلند and کنتیکت
- Mississippi Sound in ایالت میسیسیپی and آلاباما
- Nantucket Sound off نانتاکت، ماساچوست
- Norton Sound in آلاسکا
- Pamlico Sound in کارولینای شمالی
- Pine Island Sound near کیپ کورال، فلوریدا
- Port Royal Sound in کارولینای جنوبی
- Prince William Sound in آلاسکا
- دریاراه پیوجت in Washington
- Rhode Island Sound off رود آیلند
- Roanoke Sound in کارولینای شمالی
- Saint Helena Sound near بووفرت، کارولینای جنوبی
- Salisbury Sound in آلاسکا
- Santa Rosa Sound in the دسته ماهیتابه فلوریدا
- Sitka Sound in آلاسکا
- Somes Sound in Mount Desert Island, ایالت مین (arguably a fjard)
- Vineyard Sound off مارتاز وینه‌یارد

#### جزایر ویرجین آمریکا
- Pillsbury Sound between Saint Thomas and Saint John